# Johann Martin Vischer

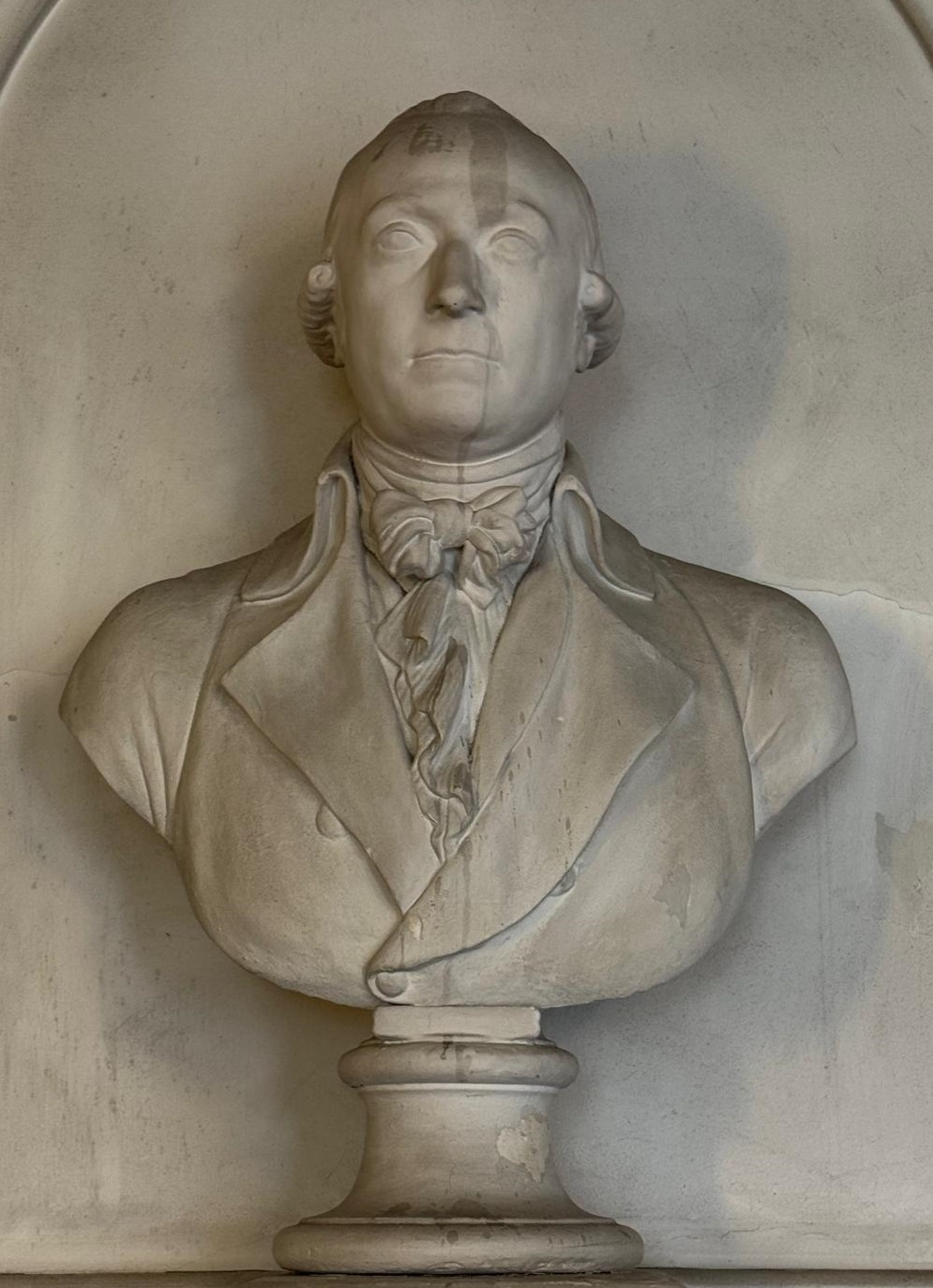
Johann Martin Vischer, Porträtbüste im Palais Vischer in Calw

Johann Martin Vischer (* 21. August 1751 in Calw; † 29. Dezember 1801 ebenda) war ein württembergischer Kaufmann und Handelsherr aus Calw, der zu den finanzkräftigsten und reichsten Bürgern des Herzogtums Württemberg zählte. 

## Herkunft und Vorgeschichte
Johann Martin Vischer entstammte einer sehr vermögenden Kaufmannsfamilie aus Calw. Er war der Sohn des gleichnamigen Calwer Handelsherrn Johann Martin Vischer sen. (* 1718; † 1760) und der seit 1747 mit seinem Vater verheirateten Sibylle Agnes Vischer geb. Notter (* 1730; † 1795). Sowohl sein Vater als auch seine Mutter gehörten zu den alteingesessenen Honoratioren von Calw, deren Familien Mitglieder der Calwer Compagnie stellten, die sogenannten Compagnie-Verwandten. Die Familie gehörte den Verhältnissen entsprechend der evangelisch-lutherischen Landeskirche von Württemberg an und war vom Pietismus des Theologen Johann Valentin Andreae nachhaltig geprägt.
Die Familie Vischer stammte ursprünglich aus Merklingen. Der erste Vischer in Calw, Johann Leonhard Vischer (* 1591; † 1638), heiratete in die Calwer Handelsfamilie Demler ein und wurde in der Färber- und Zeughandels-Compagnie tätig.  Im Jahre 1668 rückte dessen Sohn Johann Georg Vischer (* 1637; † 1693) in den Kreis der Teilhaber der Calwer Compagnie, zum Compagnie-Verwandten, auf. Johann Georg Vischer war u. a. Ratsverwandter, Amts- und Spitalpfleger sowie Bürgermeister von Calw. Mit seinem Sohn Johann Leonhard Vischer (* 1685; † 1726) war die Familie Vischer in Calw bereits seit drei Generationen fest etabliert. In der vierten Generation gründeten die Brüder Jakob Christoph Vischer (* 1713; † 1794) und Johann Martin Vischer (* 1718; † 1760) im Jahre 1755 zusammen mit insgesamt 25 Kaufleuten die Holzhandelsgesellschaft Vischer & Co. Diese Gesellschaft war mit einem Privileg durch Herzog Carl Eugen von Württemberg ausgestattet, welches das Monopol für den Transport und Export von Baumstämmen durch Flößerei aus dem württembergischen Nordschwarzwald über die Murg, Nagold, die Enz, den Neckar und den Rhein nach Holland sicherte. Da Johann Martin Vischers gleichnamiger Vater schon 1760 im Alter von 42 Jahren verstorben war, leitete dessen älterer Bruder Jakob Christoph Vischer (* 1713; † 1794) die Holzhandelsgesellschaft, ehe dann 1788 Johann Martin Vischer mit der Bezeichnung „Handlungsfaktor“ selbst die Leitung von seinem Onkel übernahm. Der Übergang ergab sich, weil der Vertrag des Holzfloßakkords mit dem Herzog von Württemberg um weitere 12 Jahre verlängert werden musste und in dem Zusammenhang ein Generationswechsel angeraten schien. Die Bilanz seines Onkels war außerordentlich erfolgreich. In den vergangenen 33 Jahren seit der Gründung der Holzhandelsgesellschaft wurde ein Gewinn von 1.100.000 Gulden an die Anteilseigner ausgeschüttet und ein ungefähr ähnlich hoher Betrag an Steuern für die Kasse der Rentkammer des Herzogtums Württemberg gezahlt.

## Leben

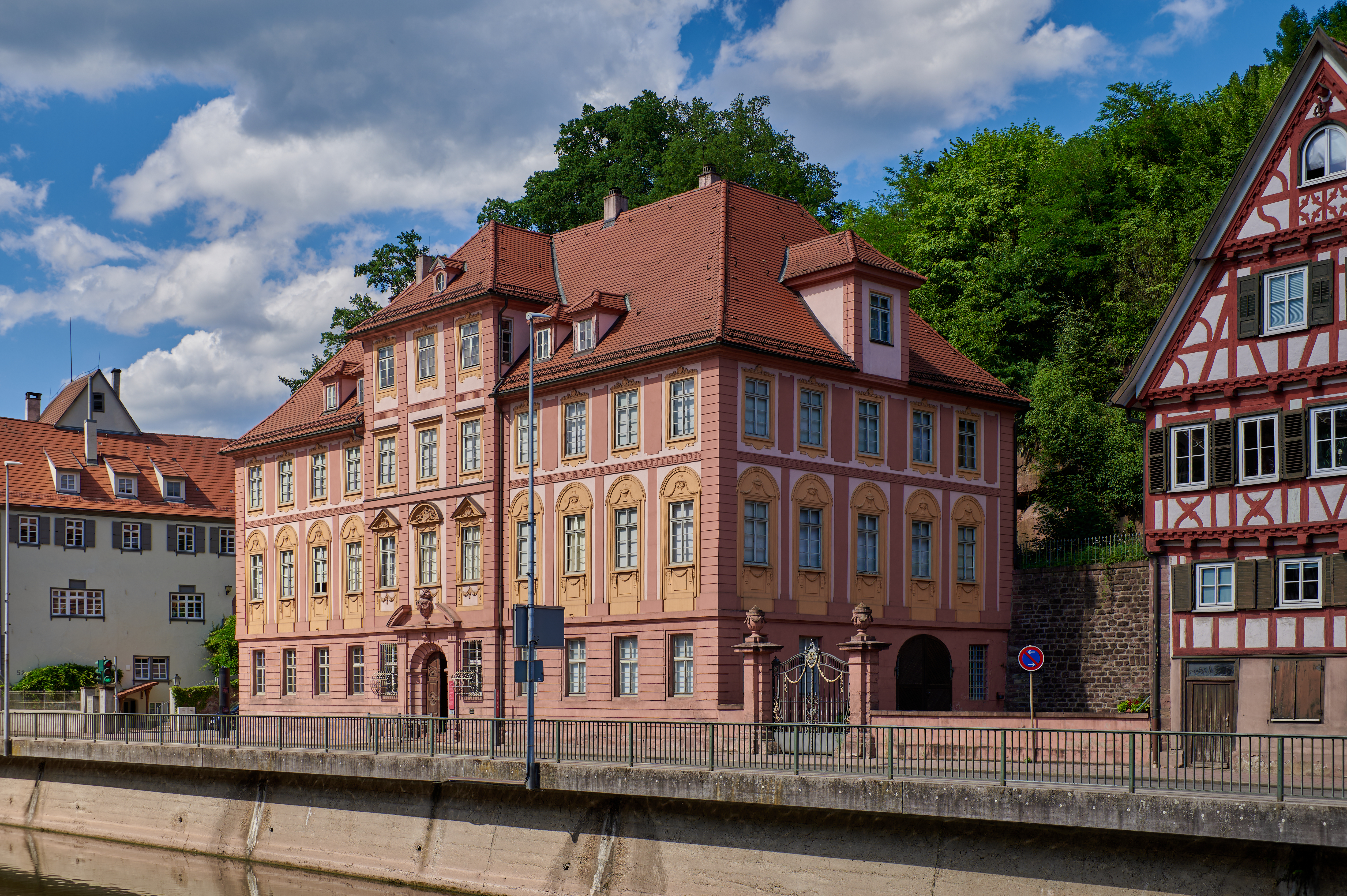
Ansicht des 1791 an der Bischofstraße in Calw fertiggestellten Palais Vischer vom Ufer der Nagold aus betrachtet

Über die Ausbildung und das Leben des Handelsherrn Johann Martin Vischer liegen keine detaillierten Berichte vor. Die meisten Erkenntnisse ergeben sich lediglich aus dem Umfeld seines Unternehmens und seiner Familie. Als junger Mann bereiste er auswärtige Länder und Städte und konnte dabei auf das Netzwerk von Geschäftsleuten zurückgreifen, die mit der Calwer Compagnie in Verbindung standen. Er war wie seine Vorfahren Rats- und Compagnie-Verwandter und gehörte bis zu deren Auflösung im Jahre 1797 der Calwer Compagnie an, die neben dem traditionellen Zeughandel inzwischen auch als Wechselbank für Württemberg fungierte. Die im Jahre 1788 übernommene Leitung der Holzhandelsgesellschaft war auch mit einer Umbenennung verbunden. Das Unternehmen firmierte nun unter der Bezeichnung Johann Martin Vischer & Co. Der Gesellschaft gehörten noch weitere 17 Kaufleute aus Calw und Pforzheim an. Die finanzkräftigsten Gesellschafter waren neben Johann Martin Vischer sein Onkel und Schwiegervater Johann Jakob Doertenbach (* 1726; † 1794) und sein Onkel Johann Martin Notter (* 1735; † 1802). Notter hinterließ bei seinem Tod ein Vermögen von 750.000 Gulden und dürfte damit der reichste Bürger im gesamten Herzogtum Württemberg gewesen sein. Johann Jakob Doertenbach hinterließ 322.000 Gulden und Johann Martin Vischer selbst 348.000 Gulden. Zusammen brachten es diese drei führenden Köpfe der Calwer Handelsherren also auf rund 1,4 Millionen Gulden. Friedrich von Günderrode stellte deshalb 1781 anlässlich einer Reise durch den Schwarzwald fest, dass in der württembergischen Handelsstadt Calw zu der Zeit mehr Geld vorhanden war als in der Residenzstadt Stuttgart. Das Jahresgehalt eines sehr kleinen Kreises von Spitzenverdienern betrug damals höchstens etwa 1000 Gulden, gute Handwerker konnten es auf ein Jahresgehalt von rund 100 Gulden bringen. Die Calwer Handelsherren hatten es im Laufe des 18. Jahrhunderts für die Verhältnisse des damals armen Landes Württemberg zu sagenhaftem Reichtum gebracht, der dann auch zur Schau gestellt werden konnte. Für den Bau eines repräsentativen Wohn- und Geschäftshauses beauftragte Johann Martin Vischer den Stuttgarter Hofarchitekten Reinhard Fischer, der das Palais Vischer von 1787 bis 1791 für einen Preis von rund 40.000 Gulden komplett errichtete, sowohl äußerlich als auch die gediegene und exquisite Innenausstattung der Räume betreffend. Das Palais in der Bischofsstraße am Ufer der Nagold beherbergte auch das Kontor der Holzhandels-Compagnie.
Johann Martin Vischer war mit der Familie Doertenbach und seinem Schwager Jakob Friedrich Hasenmajer (* 1738; † 1811), Handelsherr und Bürgermeister in Calw, an dem Speditions- und Kommissionsgeschäft Wagner in Calw und Amsterdam beteiligt.
Die Johann Martin Vischer & Co. lieferte im Jahre 1800 einen erheblichen Anteil an der Aufbringung der von Herzog Friedrich von Württemberg an die Republik Frankreich zu zahlenden Kontributionen von sechs Millionen Livres.
Gemäß der Beschreibung durch seine Nichte Friederike Zahn geb. Hasenmajer (* 1771; † 1837), die 1789 den Juristen Christian Jakob Zahn geheiratet hatte, war Johann Martin Vischer eine sehr beeindruckende Persönlichkeit.

## Familie

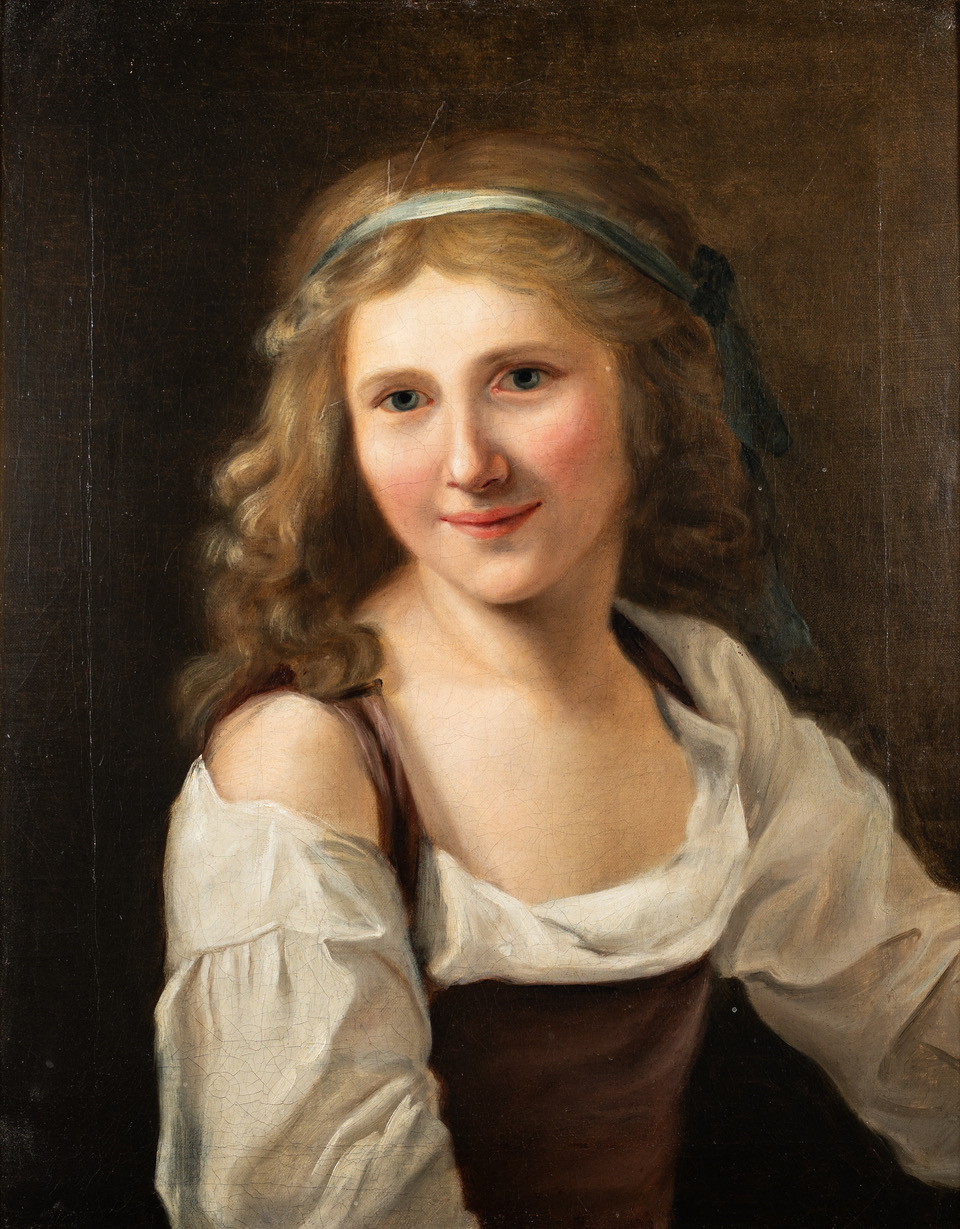
Emilie Feuerlein etwa 1792, Öl auf Leinwand von Ludovike Simanowiz

Johann Martin Vischer war in erster Ehe mit seiner Cousine Sibylle Justine Doertenbach (* 1755; † 1794) verheiratet. Sie war eine Tochter des Calwer Bürgermeisters und Handelsherrn Johann Jakob Doertenbach (* 1726; † 1794) und der Sibylle Justine Doertenbach geb. Notter. Trotz mehrerer Kinder, die meist früh verstarben, blieb am Ende nur der Sohn Gustav Vischer (* 1793; † 1837) aus erster Ehe am Leben. Dieser war beim Tod seiner Mutter noch keine zwei Jahre alt. Im Jahr 1794 verlor Johann Martin Vischer innerhalb weniger Wochen seinen Schwiegervater, seine 14-jährige Tochter und seine erste Ehefrau. Am 2. August 1795 heiratete er Emilie Feuerlein (* 1776; † 1816) aus Stuttgart, eine Nichte seines Architekten Reinhard Fischer. Sie war eine Tochter des vormaligen Geheimen Kabinettssekretärs und Stuttgarter Regierungsrates Carl Friedrich Feuerlein. Aus dieser zweiten Ehe gingen zwei Töchter und ein Sohn hervor. 
Durch den frühen Tod in seinem 50. Lebensjahr hinterließ der hoch geschätzte Handelsherr vier kleine Kinder, von denen noch keines das 10. Lebensjahr vollendet hatte. Dennoch sollten alle vier das Erwachsenenalter erreichen. Gustav Vischer, der Sohn aus erster Ehe, wurde unter die Vormundschaft von Christian Jakob Zahn gestellt. Dem Wunsch seines Vormunds gemäß machte Gustav Vischer eine kaufmännische Ausbildung, kämpfte aber dann insbesondere in den Befreiungskriegen als Soldat bei der württembergischen Armee und beendete seinen aktiven Dienst 1816. Wegen seiner außerordentlichen Tapferkeit erhob ihn König Friedrich von Württemberg am 12. Juni 1814 in den erblichen Adelsstand. Als Gutsherr Gustav Leonhard von Vischer begründete er somit das württembergische Adelsgeschlecht von Vischer.
Die Witwe Emilie Vischer zog mit ihren drei kleinen Kindern zurück zur Familie ihrer Eltern nach Stuttgart. Dort heiratete sie 1803 den Regierungsrat Ferdinand Pistorius, an dessen Seite sie eine herausragende Großbürgerin der württembergischen Haupt- und Residenzstadt war. Emilies Tochter Luise Vischer (* 1796; † 1841) heiratete 1814 den späteren württembergischen Außenminister Karl von Roser (* 1787; † 1861), Tochter Emilie Vischer (* 1799; † 1881) wurde 1820 die Frau des Dichters und Politikers Ludwig Uhland. Wegen des von ihrem Vater geerbten Reichtums konnte Emilie Uhland ihrem Mann eine Existenz in finanzieller Unabhängigkeit ermöglichen und nahm Anteil an seinen Tätigkeiten. Auch das Vermögen anderer Zweige der Familie Feuerlein in Stuttgart geht ganz hauptsächlich auf das Erbe von Johann Martin Vischer zurück.